# 邁克爾·麥基恩
邁克爾·約翰·麥基恩（Michael John McKean，1947年10月17日—）是美國演員、喜劇演員、編劇和音樂家，以飾演電影和電視劇中的多個角色而聞名，例如《拉文與雪莉》中的萊尼·科斯諾夫斯基，《搖滾萬歲》中的大衛·聖·哈賓斯和《絕命律師》中的查克·麥吉爾。

## 外部連結
- 邁克爾·麥基恩在互联网电影资料库（IMDb）上的資料（英文）
- 互聯網百老匯資料庫（IBDB）上邁克爾·麥基恩的資料（英文）
- 互联网外百老汇数据库（IOBDB）上邁克爾·麥基恩的資料（英文）